# FDP-Europatag 2004 (Januar)
Den ersten Europatag 2004 hielt die FDP am 17. Januar 2004 in Saarbrücken ab. Es handelte sich um eine Vertreterversammlung zur Aufstellung der Liste zur Europawahl 2004. 

## Verlauf
Auf dem Europatag wurde das Programm „Wir können Europa besser! Für ein freies und faires Europa“ beschlossen.

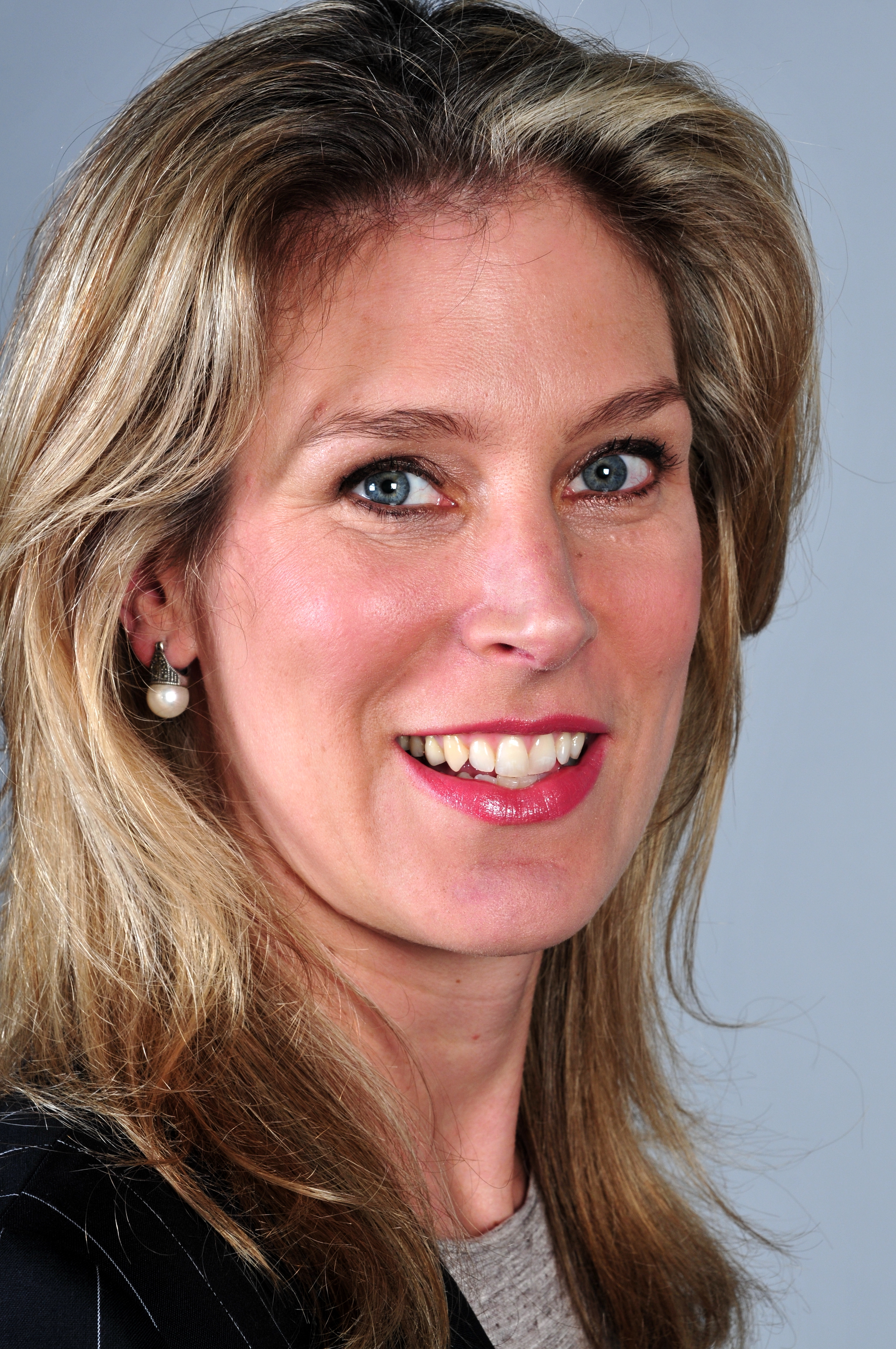
Silvana Koch-Mehrin, 2005

Silvana Koch-Mehrin aus Baden-Württemberg wurde mit rund 92 Prozent der Delegiertenstimmen als Spitzenkandidatin gewählt. Auf den Listenplätzen folgten Alexander Graf Lambsdorff aus Nordrhein-Westfalen und Jorgo Chatzimarkakis aus dem Saarland. Der Begrüßung des saarländischen FDP-Landesvorsitzenden Christoph Hartmann folgten Reden des FDP-Vorsitzenden Guido Westerwelle und seines Stellvertreters Rainer Brüderle.
Wegen eines Formfehlers bei der Wahl musste der Parteitag rund zwei Monate später, am 28. März 2004 in Bonn, wiederholt werden.